# Józef Marian Geisler
Józef Marian Geisler (ur. 13 października 1859 w Częstochowie, zm. 1 maja 1924 w Otwocku) – polski lekarz. 

## Życiorys
Dyplom lekarza otrzymał na Cesarskiego Uniwersytecie Warszawskim 3 kwietnia 1887 roku. Po uzyskaniu dyplomu osiadł w Karczewie, a w sezonie letnim praktykował również w Otwocku. W roku 1890 uruchomił w swej willi w Otwocku zakład kąpielowy. W roku 1893, z finansową pomocą Adama Chełmońskiego (1861–1924) wybudował w lesie, między dzisiejszymi ulicami Kościuszki, Chopina i Geislera, duży piętrowy budynek przeznaczony na zakład leczniczy chorób płuc, przede wszystkim gruźlicy.
Był członkiem Zarządu Towarzystwa Przyjaciół Otwocka, oddanym propagatorem Otwocka jako tzw. stacji klimatycznej, był członkiem Warszawskiego Towarzystwa Higienicznego, członkiem założycielem Warszawskiego Towarzystwa Przeciwgruźliczego, przyczynił się do nadania  miastu statusu pierwszej stacji dezynfekacyjnej, której został kierownikiem.
W roku 1915 został wraz z dr. Władysławem Czaplickim ewakuowany przez władze rosyjskie w głąb Rosji, skąd powrócił w roku 1918 w złym stanie zdrowia. Chorował ciężko, do pracy już nie powrócił i zmarł w Otwocku 1 maja 1924 roku.

## Historia sanatorium Geislera
Wybudowany w 1893 roku piętrowy budynek przeznaczony został na zakład lecznicy chorób płuc i gruźlicy. Sanatorium komfortowe, urządzone zgodnie z zasadami higieny (bieżąca woda, kanalizacja, czterdzieści przestronnych jednoosobowych pokoi, dwie duże werandy do leżakowania, obszerna jadalnia i salon) cieszyło się dużym obłożeniem.
W sanatorium Geislera stosowano skutecznie metodę klimatyczno-dietetycznego leczenia gruźlicy płuc, wprowadzono odmę sztuczną.
W połowie 1898 roku sanatorium zostało rozbudowane. Dwie części piętrowe budynku głównego zostały połączone łącznikiem i tworzyły całość. Drewniane budynki były bogato zdobione wycinanymi w drewnie ornamentami i położone w zadbanym lesie.
Sanatorium funkcjonowało do wybuchu I wojny światowej. Wraz ze śmiercią doktora Józefa Geislera przestało istnieć.
W budynku byłego sanatorium nowi właściciele Waks i Frydland otworzyli pensjonat o nazwie Dyeta, zmieniony później na Patria, który prowadziła Regina Rozenblat.
W czasie wojny był tu dom mieszkalny, kawiarnia i restauracja.
W 1946 w dawnym zakładzie leczniczym doktora J. Geislera otwarto Sanatorium Przeciwgruźlicze PPS, potem PPR, a następnie ZUS.